# 27 février 2013
Le 27 février 2013 est le 58e jour de l'année 2013 du calendrier grégorien. Il s'agit d'un mercredi.

## Décès
- Stéphane Hessel, résistant français.
- Françoise Seligmann, résistante française[1].